# Balclutha lineolata
Balclutha lineolata är en insektsart som beskrevs av Géza Horváth 1904. Balclutha lineolata ingår i släktet Balclutha och familjen dvärgstritar. Inga underarter finns listade i Catalogue of Life.